# Amsacta octomaculata
Amsacta octomaculata là một loài bướm đêm thuộc phân họ Arctiinae, họ Erebidae.